# Irish Open 1958
Die Irish Open 1958 waren die 45. Austragung dieser internationalen Meisterschaften von Irland im Badminton. Sie fanden in Dublin statt.

## Finalresultate
| Disziplin    | Sieger                            | Finalist                        | Ergebnis           |
| ------------ | --------------------------------- | ------------------------------- | ------------------ |
| Herreneinzel | Oon Chong Jin                     | James P. Doyle                  | 15–9, 15–8         |
| Dameneinzel  | Yvonne Kelly                      | Mary O'Sullivan                 | 4–11, 11–4, 11–6   |
| Herrendoppel | Oon Chong Jin Oon Chong Teik      | Jim FitzGibbon Kenneth Carlisle | 15–12, 9–15, 15–4  |
| Damendoppel  | Catherine Dunglison Gladys Massie | Yvonne Kelly Mary O'Sullivan    | 18–14, 6–15, 18–14 |
| Mixed        | Mac Henderson Maggie McIntosh     | George Henderson Jean Sharkey   | 12–15, 15–6, 15–11 |